# Christian Hedemann
Christian Jacob Hedemann (25. maj 1852 i Flensborg – 18. maj 1932 i Honolulu) var en dansk ingeniør, der i 1878 bosatte sig på Hawaii, hvor han arbejdede på sukkerplantagen i Hana og jernværket i Honolulu og blev dansk generalkonsul. I dag er han kendt for sin indsats som amatørfotograf og medgrundlægger af The Hawaiian Camera Club (1889–1893). Hans fotografier af den indfødte befolkning, landskaberne, sin familie og industrien er en unik dokumentation af datidens samfund.

## Baggrund
Hedemann blev født i Flensborg som søn af Christian August Ferdinand Hedemann (1810-1879), der var overlæge og kirurg i Hæren, og Caroline Amalie Cloos (1824-1867). Han gik i skole i Næstved, blev student fra Herlufsholm og blev uddannet maskiningeniør fra Polyteknisk Læreanstalt. Efter at have stået i lære som maskinist på et maskinværksted blev Hedemann ansat hos Burmeister & Wain (1870-78) som tegner og konstruktør. 27. oktober 1877 ægtede han i Tårnby Meta Magdalene Marie Nissen (23. juni 1850 i København – ?), datter af kgl. rustvognskusk Nis Nissen (1805-1876) og Johanne Oline født Unger (1820-1880).

## Karriere på Hawaii
Christian Hedemann ankom til Honolulu med sin familie i 1878 og blev i en alder af 25 år ledende ingeniør på en treårig kontrakt med Hana Sugar Plantation på øen Maui. Men i stedet for at vende hjem skiftede han i 1884 arbejdsplads til Honolulu Iron Works, der var Hawaiis største producent af maskineri til sukkerproduktion. Han begyndts som teknisk tegner, men avancerede hurtigt: 1887 blev han underdirektør, 1893 ledende direktør for Honolulu-afdelingen, 1905 generaldirektør, 1907 vicepræsident og teknisk direktør med overopsyn over hele virksomheden.
Under hans kompetente og forudseende ledelse blev værkerne udvidet til produktion i stor målestok med anvendelse af moderne teknik og den bedste arbejdskraft. Virksomheden leverede efterhånden alt arbejde til bygning af øernes sukkerfabrikker og modtog store bestillinger udefra trods konkurrence med amerikanske forretninger. Der blev etableret filialer bl.a. i New York, San Francisco og Manila i forbindelse med bygningen af en stribe rørsukkerfabrikker, i alt ca. 100, i Mexico, på Cuba, Puerto Rico, San Domingo, i San Francisco, på Hawaii, Filippinerne og Formosa. Hedemann stod således til sidst som leder af et verdensomspændende firma.
I 1903 blev han amerikansk statsborger og blev i 1909 dansk konsul, fra 1927 med titel af generalkonsul. I 1922 blev han også svensk konsul. I marts 1917 blev han Ridder af Dannebrog og i 1925 Kommandør af 2. grad.

## Amatørfotografen
Oplevelsen af verdensudstillingen i Wien i 1873 havde udløst en interesse for fotografi hos Hedemann, og inden han tog af sted til troperne, havde han købt et kamera og lært sig at fremkalde glaspladenegativer med den såkaldte vådplade-teknologi, collodiumnegativet.
Hans første daterede fotografi gengiver hans hus på Hana med dannebrog i haven 1. februar 1880. Flere billeder fulgte snart efter, og de viser bl.a. hans familie, sukkermøller, kolleger og venner. I 1883 ombyggede han vognporten til atelier, hvor dele af taget kunne fjernes og lukke lyset ind. Her tog han portrætfotografier af de indfødte, af kinesiske og portugisiske arbejdere og af den skandinaviske koloni på øerne.
Fotografierne af hans hustru og syv børn viser, at han fastholdt danske traditioner, fx i børnenes påklædning, mens hans gengivelser af de nye industrilandskaber dokumenterer samfundsændringerne på øerne. Nogle af hans værker blev udstillet på verdensudstillingen i Paris 1889 som led i den hawaiianske regerings udstilling. I januar samme år var Christian Hedemann blandt de stiftende medlemmer af The Hawaiian Camera Club, der samlede amatørfotograferne på øerne. Via klubben fik han adgang til tidens nyeste påfund inden for fotografiet, bl.a. blitzpulver og fotografering med blitzlys, forstørrelsesapparater og videreudviklingen af den såkaldte laterna magica til en egentlig projektor. Da han for første gang var på besøg i hjemlandet i 1892, tog han sin lysbilledfremviser med.
Christian Hedemann døde i Honolulu i 1932, hvor han er begravet, og efterlod en samling fotografier, som både dokumenterer hans privatliv og øernes industrialisering.